# Eric Bress
Eric Bress (New York, ...) è uno sceneggiatore e regista statunitense, opera in coppia con J. Mackye Gruber.

## Filmografia

### Sceneggiatore
- Blunt (1998)
- Final Destination 2 (2004)
- The Butterfly Effect (2004)
- Kyle XY (2006-2009)
- The Final Destination 3D (2009)
- Fantasmi di guerra (Ghosts of War) (2020)

### Regista
- The Butterfly Effect (2004)
- Fantasmi di guerra (Ghosts of War) (2020)